# 大阪放送會館
大阪放送會館（日语：大阪放送会館，おおさかほうそうかいかん）是位於日本大阪府大阪市中央區的一座建築，也是NHK大阪放送局的辦公地點。現在的大阪放送會館是第二代建築，和大阪歷史博物館相鄰。

## 第一代建築

### 歷史
1925年開播時，社團法人大阪放送局在位於大阪北濱的三越呉服店大阪支店屋頂開始播出。翌年12月1日，大阪放送局在上本町修建了木質的二層建築作為總部使用（上本町演奏所）:36。但由於這座建築面積狹小且音響條件欠佳，因此大阪放送局決定修建新總部，並在大阪城公園西南方確保了建設用地:78。
1932年6月28日，日本放送協會公佈放送會館的設計要求，並邀請渡邊仁、山下壽郎、高橋貞太郎、安井武雄、渡邊節、石本喜久治六名設計師參與設計競賽。圖案提出的截止日期是9月30日，共有11種候選方案:78。審查員包括建築学會的內田祥三、佐藤功一、宗兵藏，以及日本放送協會總部的小森常務和關西支部的廣江常務。審查員會在同年10月31日的最終審查上決定選擇渡邊仁的方案為最優秀案:78。其中選原因之一是音響效果和可完全遮斷外部噪音:78。
大阪放送會館動工於1934年2月19日，並於1936年10月21日竣工:78。在第二次世界大戰期間，按中部軍司令部通信參謀的指示，大阪放送會館屋頂設置了高射砲，並為將燒夷彈從屋頂滑下而設置了竹製的傾斜形屋頂:93。1945年8月14日，大阪放送會館在美軍空襲中受損，眾多窗戶玻璃破裂:97。
第二次世界大戰日本投降之後，美軍接收了大阪放送會館地上三層至地上七層的部分空間:102-103。至1949年10月為止，CCD（民間檢閱支隊）的檢閱官對大阪放送局的節目進行審查。大阪放送局還在至1953年8月22日的期間內播出面向佔領軍的節目（AFRS，後改稱為FEN，呼號WVTQ）:101-103。日方後來以開始播出電視為由多次要求美軍解除接收狀態。這一要求在1954年8月9日才得以實現:101-103。
由於大阪放送會館修建時只考慮了廣播用途，因此在電視開播之後顯得空間不足。1957年4月18日，NHK大阪在大阪放送會館東側修建了電視專用攝影棚建築「別館」:188-189。NHK大阪還在後來購買本館南側的國有地，並在1963年11月12日修建地上4層、地下1層的新館:188-189。此外在1962年6月30日至1963年8月，NHK大阪曾借用大阪每日會館，作為「堂島攝影棚」使用:188-189。第二代大阪放送會館竣工後，第一代大阪放送會館被拆除。現該地被作為停車場使用。

### 建築概要
大阪放送會館本館建築地上有9層（其中3層是塔樓），地下有1層；設計者是渡邊仁，構造設計者是內藤多仲，由大林組施工。大阪放送會館共有13個錄音棚，其中最大的第一錄音棚面積達399平方公尺，且縱貫了第一層至第三層:79。就平面圖來看，大阪放送會館的外形類似鳥翼。錄音棚被配置在遠離道路的一側，以避免噪音影響:80。
大阪放送會館新館地下有1層，地上有4層，總樓面面積14,500平方公尺。該建築本來最初計劃在竣工後再擴建至第八層，其基礎工程設計和電梯配置也是以擴建為前提而設計。但後來因修訂建築基準法，擴建構想並未能實現:189。

## 第二代建築
1996年，NHK和大阪市政府達成協議，兩者共同修建包括第二代大阪放送會館和大阪歷史博物館在內的複合型設施:25。因此第二代大阪放送會館和與其相鄰的大阪歷史博物館進行了一體設計與施工。第二代大阪放送會館動工於1998年1月，竣工於2001年4月，由大林組負責施工。這座建築地下有3層，地上有18層，高134米。2001年11月3日，NHK大阪開始從第二代大阪放送會館播出:27。新放送會館設有6個電視攝影棚及6個廣播錄音棚，其中T-1攝影棚用於拍攝《連續電視小說》。
大阪放送會館的四層設有NHK大阪音樂廳，可以容納1,417名觀眾，用於舉辦公開節目、音樂會等活動。放送會館的一層設有BK廣場（BKプラザ），是展示最新廣播技術以及NHK節目資料的展示空間，開放觀眾參觀。大阪放送會館的9層同樣設有開放觀眾參觀的空間
2009年開始，NHK對大阪放送會館進行改建，以在若東京的放送中心因災害而無法播出時可作為後備據點播出節目。2010年4月，大阪放送會館設置了緊急地震速報的接收裝置，並於同年設置衛星數位電視的副局，可在東京無法播出時亦能正常播出衛星電視。
第二代放送會館的地下有難波宮遺址。為保存難波宮遺址，NHK大阪修改了最初的設計計劃，削減了電梯的地下部分。大林組在施工時在難波宮遺構下部壓入鋼管承重，以避免工程對遺構產生影響。NHK大阪還在新放送會館地下部分設置了遺跡展示室，並在竣工後舉辦遺跡參觀活動:27。
大阪放送會館獲得了第2屆「建築和社會」賞，以及第10屆公共建築賞。

## 外部連結
- 消失的近代建築 大阪放送會館 （页面存档备份，存于）